# Wolfstein
Wolfstein é uma cidade da Alemanha localizada no distrito de Kusel, estado da Renânia-Palatinado.
É membro e sede do Verbandsgemeinde de Wolfstein.